# Флаг муниципального округа Печатники
Флаг муниципального округа Печа́тники в Юго-Восточном административном округе города Москвы Российской Федерации — опознавательно-правовой знак, служащий официальным символом муниципального образования.
Ныне действующий флаг утверждён решением Совета депутатов муниципального округа Печатники от 11 апреля 2017 года № 5/7 и внесён в Государственный геральдический регистр Российской Федерации с присвоением регистрационного номера 11398.

## Описание
«Прямоугольное двухстороннее полотнище с отношением ширины к длине 2:3, составленное из двух горизонтальных полос чёрного (в 3/8 ширины полотнища) и жёлтого цвета. В центре каждой полосы воспроизведены фигуры герба муниципального округа Печатники выполненные белым, серым, чёрным, красным, жёлтым и оранжевым цветом».
Геральдическое описание герба муниципального округа Печатники гласит: «В золотом поле под чёрной главой, обременённой серебряной раскрытой книгой в золотом переплёте с застёжками — чёрный восстающий кентавр, стреляющий серебряной стрелой из червлёного лука».
Описание первого флага, утверждённого решением муниципального собрания «Печатники» от 30 августа 2004 года № 10−31, гласило:
«Флаг муниципального образования Печатники представляет собой двустороннее, прямоугольное полотнище с соотношением сторон 2:3.
Полотнище флага состоит из двух горизонтальных полос: верхней чёрной, ширина которой составляет 3/8 ширины полотнища, и жёлтой.
В центре чёрной полосы помещено изображение белой раскрытой книги в красном переплёте. Габаритные размеры изображения составляют 1/2 длины и 1/4 ширины полотнища.
В центре жёлтой полосы помещено изображение чёрного, обращённого к древку кентавра, стреляющего из красного лука белой стрелой с красным наконечником».

## Обоснование символики
История муниципального округа Печатники прочно связана с Иверской часовней у Воскресенских ворот, ведущих на Красную площадь столицы. В этой часовне находился список Иверской иконы Божией Матери, а сама часовня относилась к Николо-Перервинскому монастырю (называемым в прежние времена «Никола Старый») — основной достопримечательности муниципального округа Печатники.
В конце XIII века, вокруг основанного Николо-Перервинского монастыря, возникла слобода Печатниково (Баскаково), где находилось подворье золотоордынского баскака, надзиравшего за Московским княжеством. Из разросшейся Баскаковой (Печатниковой) слободы, появляется род московских дворян Печатниковых, восходящий, по всей вероятности, к первым ханским баскакам и ставший наиболее известным во времена московских государей Василии III и Иване Грозном.
Символика флага муниципального округа Печатники многозначна.
Книга, как произведение печатного дела, полугласно отражает название муниципального округа Печатники. Книга — аллегорически указывает на многие учебные светские и духовные заведения, расположенные на территории муниципального округа Печатники, в том числе на Перервинскую (Платоновскую) Православную духовную семинарию.
Кентавр (персонаж древнегреческой мифологии, являющий собой разум, умение и мастерство человека в единстве с мощью природных сил, стремящийся к познанию неведомого и преодолению преград) аллегорически символизирует промышленный потенциал муниципального округа Печатники.
Стреляющий из лука кентавр (по астрологической символике соответствует знаку зодиака Стрельцу), символ целеустремленности муниципального округа Печатники в будущее, энергичности.
Стрела — символ устремлённости, полёта.
Жёлтый цвет (золото) — символ высшей ценности, величия, богатства.
Белый цвет (серебро) — символ чистоты, открытости, божественной мудрости, примирения.
Красный цвет — символ труда, мужества, жизнеутверждающей силы, красоты и праздника.
Чёрный цвет символизирует монашество и духовенство, а также культовые объекты, расположенные на территории муниципального округа Печатники, среди которых выделяется Николо-Перервинский монастырь. Чёрный цвет также символ благоразумия, мудрости, скромности, честности.